# 熱的ド・ブロイ波長
統計力学において、熱的ド・ブロイ波長（ねつてきド・ブロイはちょう、英: thermal de Broglie wavelength）、または熱的波長（英: thermal wavelength）とは、ある温度における粒子の量子力学的な広がりの度合いを表す特性長。対象とする系が古典統計力学で扱えるか、または量子統計力学の適用が必要かを示す指標となる。粒子の質量が軽く、温度が低温であるほど、熱的ド・ブロイ波長は広がり、量子力学的性質が顕著となる。熱的ド・ブロイ波長が粒子間の平均距離に近づくと、系を古典統計力学で扱うことはできず、量子統計力学の適用が必要となる。ボース気体では、熱的ド・ブロイ波長が平均粒子間距離に近づく極低温まで冷却していくと、各粒子の波動関数が重なり始め、ボース＝アインシュタイン凝縮と呼ばれる量子的な相転移現象が生じる。

## 概要
物質波の理論では、運動量 p をもつ量子力学粒子はド・ブロイ波長
{\displaystyle \lambda ={\frac {h}{p}}}
をもつ波として、振る舞う。但し、hはプランク定数である。
他方、古典力学的な自由粒子からなる熱平衡状態の理想気体では、粒子の運動量は古典統計力学にしたがって熱的に分布する。相互作用のない自由粒子では、粒子の質量を m とすると、そのエネルギー ε は運動量ベクトル p = (px, py, pz) によって、
{\displaystyle \epsilon ={\frac {p^{2}}{2m}}={\frac {p_{x}^{\,2}+p_{y}^{\,2}+p_{z}^{\,2}}{2m}}}
で与えられる。
理想気体が温度 T の熱平衡状態にあると、ε の熱平均は古典統計力学のエネルギー等分配則より、
{\displaystyle \langle \epsilon \rangle ={\frac {3}{2}}k_{B}T}
を満たす。但し、kB はボルツマン定数である。このとき、運動量は
{\displaystyle {\sqrt {\langle p^{2}\rangle }}={\sqrt {3mk_{B}T}}}
の大きさの熱揺らぎを持った値となる。したがって、kBT 程度のエネルギーを持つ粒子における波動関数の広がりを表す指標として、熱的ド・ブロイ波長が
{\displaystyle \lambda _{T}={\frac {h}{\sqrt {2\pi mk_{B}T}}}}
で定義される。ここで分母の根号内の因子 π は単に慣習的なものである。
熱的ド・ブロイ波長は質量が小さいほど長く、また温度が低いほど広がる。例えば、ボース＝アインシュタイン凝縮の実験で用いられるルビジウム87原子（87Rb）では、室温（300K）では約10pmであり、原子の大きさである約100pmより小さいのに対し、レーザー冷却の反跳限界温度（200nK）まで冷却すると、約0.4µmにまで広がる。

## 古典統計力学と適用限界
古典統計力学において、自由粒子からなる理想気体では、分配関数や分配関数から導かれるエントロピーは熱的ド・ブロイ波長を用いて表すことができる。
質量を m とする自由粒子からなる理想気体が温度 T の熱平衡状態にあるとする。粒子数を N 個、系の体積をVとすると、カノニカル分布での分配関数は
{\displaystyle Z(T,V,N)={\frac {V^{N}}{N!}}{\biggl (}{\frac {2\pi mk_{B}T}{h^{2}}}{\biggr )}^{3N/2}}
で与えられる。これは熱的ド・ブロイ波長を用いて
{\displaystyle Z(T,V,N)={\frac {V^{N}}{N!\lambda _{T}^{3N}}}}
と表すことができる。このとき、ヘルムホルツの自由エネルギー F=−kBT ln Z から、エントロピーは
{\displaystyle S(T,V,N)=-\left.{\frac {\partial F}{\partial T}}\right|_{V,N}=Nk_{B}\left\{{\frac {5}{2}}+\ln {{\biggl (}{\frac {V}{N\lambda _{T}^{3}}}{\biggl )}}\right\}}
と求まる。 対数関数の項の中に現れる v=V/N は１粒子当たりの体積であり、vと 熱的ド・ブロイ波長の3乗 λT3の比は実現可能な微視的状態の数に対応している。
このエントロピーは温度とともに減少し、やがては負の値をとり、絶対零度で負の無限大となる。これは絶対零度でエントロピーがゼロとなるという熱力学第3法則に反する。エントロピーがゼロとなるのは、対数関数の項が正から負となる
{\displaystyle {\frac {v}{\lambda _{T}^{\,3}}}={\frac {V}{N\lambda _{T}^{\,3}}}\sim 1}
付近である。これは熱的ド・ブロイ波長が
{\displaystyle l=v^{1/3}={\biggl (}{\frac {V}{N}}{\biggr )}^{1/3}}
で定まる平均粒子間距離 l に近づく低温では、古典統計力学の適用限界となり、量子統計力学の適用が必要となることを示唆している。

## ボース＝アインシュタイン凝縮
熱的ド・ブロイ波長は、量子力学的な相転移現象であるボース＝アインシュタイン凝縮が生じる条件を特徴づける。
ボース粒子の集団であるボース気体では、転移温度以下で巨視的な個数のボース粒子が最低エネルギーの量子状態に落ち込むボース＝アインシュタイン凝縮を起こす。ボース粒子が従うボース統計では、同種粒子は区別できず、任意個の粒子が同じエネルギー状態をとることができる。極低温でボース気体が熱的ド・ブロイ波長が平均原子間距離に近づくと、各粒子の波動関数が互いに重なり始める。このとき、系のボース粒子は交換に対して波動関数を対称にしようと相空間の同じ場所に凝縮する。ボース＝アインシュタイン凝縮が起きると、ボース粒子の集団は一つの波動関数で記述され、コヒーレントに振る舞う。
理想ボース気体の一様な系では、ボース＝アインシュタイン凝縮が起きる条件は粒子数密度 n=N/V  と熱的ド・ブロイ波長により、
{\displaystyle n\lambda _{T}^{3}\geq \zeta (3/2)=2.612\cdots }
と表すことができる。但し、ζ(x) はリーマンゼータ関数である。
{\displaystyle \rho =n\lambda _{T}^{3}}
で定義される ρ は位相空間密度と呼ばれ、位相空間密度が1程度のオーダーとなるときにボース＝アインシュタイン凝縮が起きることを表している。この条件は l=n-1/3=v1/3 で与えられる平均原子間距離より、熱的ド・ブロイ波長が小さいことに対応する。